# Зеба
Зеба (лат. Fringilla coelebs) је врста птице певачице из рода зеба (Fringilla) и породице зеба (Fringillidae). Насељава већи део Европе, део западне Азије и северне Африке. 

## Подврсте
Описан је велики број подврста зебе, на основу разлике у боји перја одраслих мужјака. Подврсте могу бити груписане у три групе: „coelebs група подврста” која насељава Европу и Азију, „spondiogenys група подврста” која насељава Северну Африку и „canariensis група подврста” која насељава Канарска острва. Подврсте са острва Мадеира и Азорских острва се налазе или у „ групи подврста” или у „ групи подврста”.
На основу анализа ДНК може се закључити да су „coelebs група подврста” и „spondiogenys група подврста” у ближем сродству једна са другом, него што је било која од њих са „canariensis групом подврста”.

### група подврста
- „ група подврста”:

- - F. c. alexandrovi (северни Иран)
  - F. c. caucasica (Балкан, северна Турска, централни и источни Кавказ и северозападни Иран)
  - F. c. coelebs (од западне Европе до Мале Азије и Сибира)
  - F. c. balearica (Иберијско полуострво и Балеарска острва)
  - F. c. gengleri (Британска острва)
  - F. c. sarda (Сардинија)
  - F. c. schiebeli (јужна Грчка, Крит и западна Турска)
  - F. c. solomkoi (Крим и југозападни Кавказ)
  - F. c. syriaca (Кипар, југоисточна Турска, северни Иран и Јордан)
  - F. c. transcaspia (североисточни Иран и југозападни Туркменистан)
  - F. c. tyrrhenica (Корзика)

- „ група подврста”:

- - F. c. canariensis (централна Канарска острва (Ла Гомера, Тенерифе и Гран Канарија)
  - F. c. maderensis - мадеирска зеба (острво Мадеира)
  - F. c. moreletti (Азорска острва)
  - F. c. ombriosa (канарско острво Јеро)
  - F. c. palmae - палмска зеба (канарско острво Ла Палма)

- „ група подврста”:

- - F. c. africana (Мароко, северозападни Тунис, североисточна Либија)
  - F. c. spodiogenys - атласка зеба (источни Тунис и северозападна Либија)

## Опис
Зеба достиже дужину тела од 14,5 cm, распон крила од 24,5–28,5 cm и тежину од 18–29 g. Одрасли мужјак подврсте F. c. coelebs има црно чело; плавосиво теме, потиљак и задњу страну врата; доњи део леђа је маслинастозелене боје; Горњи део леђа, груди, грло и образи су смеђе боје; трбух је беличасто смеђ; централни пар репних пера је тамносив, док су остала репна пера црне боје, са изузетком два спољна пера која су беле боје; оба крила су црнобела, са жућкастим врхом.
Мужјаци две северноафричке подврсте F. c. africana и F. c. spodiogenys имају црно чело; плавосиво теме, потиљак, образе и задњу страну врата; беле обрве; светла маслинасто зелена леђа и светло розе грло, груди и трбух. 
Мужјаци канарских подврста F. c. canariensis и F. c. palmae имају плаво теме, потиљак, задњи део врата и горњи део леђа; мужјаци подврста F. c. maderensis са острва Мадеире и F. c. moreletti са Азорских острва су по изгледу слични мужјацима подврсте F. c. canariensis али имају жутозеленкасту линију на превоју између врата и леђа.
Женка има много монотоније перје од мужјака. Глава и већина горњих делова тела су различитих нијанси сивосмеђе. Доњи делови тела су светлије боје. Доњи део леђа је маслинасто зелене. Крила и реп су слични крилима мужјака. Младунци су по изгледу слични женки.

## Распрострањеност и станиште
Зеба се гнезди у шумовитим подручјима у којима се температура у јулу месецу креће између 12 и 30 °C. Област у којима се гнезди обухвата северозападну Африку, већи део Европе и део Азије са умереном климом све до реке Ангаре и јужног краја Бајкалског језера. На Макаронезијским острвима у Атлантском океану: Азорским острвима, Канарским острвима и острву Мадеира гнезди неколико подврста зебе. Са Британских острва зеба је пренета у неколико бивших британских прекоморских територија у другој половини 19. века. На Новом Зеланду зеба је населила и Северно и Јужно острво до 1900. и данас представља једну од најраспрострањенијих врста птица певачица на овим острвима. У Јужноафричкој републици постоји веома мала гнездећа колонија зеба у предграђима Кејп Тауна, Констанција, Хут Беј и Кампс Беј.
Зеба је у областима које имају умерену климу станарица, селица је у областима са хладнијом климом, које зими напушта и сели се на југ. Ван сезоне парења зеба формира јата. 

## Угроженост
Зеба има велики ареал, који по проценама обухвата површину од 7 милиона km² и велику популацију која се процењује на 130–240 милиона гнездећих парова у Европи. Када се укључе птице које се гнезде у Азији укупна популација зебе се процењује на између 530 милиона и 1,4 милијарди јединки. Не постоји доказ о било каквом значајном смањењу броја зеба, због чега ову врсту Међународна унија за заштиту природе класификује као врсту за коју постоји мали ризик од изумирања.
Подврсте које су ендеми Макаронезијских острва у Атлантском океану угрожава губитак станишта, нарочито подврсту F. c. ombriosa која насељава канарско острво Јеро, и чији је број гнездећих парова процењен на између 1.000 и 5.000.